# Supernova Love
«Supernova Love» — песня южнокорейской гёрл-группы Ive и французского диджея Давида Гетта. Она была выпущена 8 ноября 2024 года лейблом Virgin Records. Песня была создана в сотрудничестве с музыкальной платформой KDM Records The Collab X.

## Предыстория и композиция
В сентябре 2024 года Ive исполнили песню как часть их бис на их Show What I Have World Tour в Японии.
В 2024 году Ким Дэниель, основатель музыкальной платформы KDM Records The Collab X, разработал новый проект, целью которого была связь K-pop и поп-музыки Северной Америки и Европы. Чтобы запустить его, Дэниел привлёк гёрл-группу Ive и французского диджея Давида Гетта в совместном сингле.
Дэниель также выступал в качестве продюсера и автора песни «Supernova Love», с несколькими авторами и продюсерами, включая Майка Хоукинса и самого Гетта. Песня сэмлирует «Merry Christmas, Mr. Lawrence» японского композитора Рюити Сакамото.

## Музыкальнео видео
Музыкальное видео, режиссёром которого выступил Айво Хеффнер, вышло 8 ноября 2024 года на YouTube-канале Ive.
По сюжету, шесть девушек отправляются в небесное путешествие через космический пейзаж мечты в поисках любви. На фоне мерцающих галактик, светящихся звёзд и звёздного неба, каждая участница исследует уникальную астральную обстановку, которая отражает их индивидуальные личности. От парения среди созвездий до танцев на светящихся астероидах, их поиски переплетаются с темами судьбы и связи. Визуальные эффекты сочетают в себе футуристическую эстетику с романтическим чудом, создавая увлекательную сказку о любви, написанную в звездах. Очаровательная хореография и неземные визуальные эффекты делают это видео уникальным космическим приключением.
24 декабря 2024 года Ive и Давид Гетта сотрудничали с японским брендом коллекционных игрушек Be@rbrick, чтобы снять эксклюзивное музыкальное видео на песню.

## Чарты
| Чарт (2024–2025)                           | Высшая позиция |
| ------------------------------------------ | -------------- |
| Belarus Airplay (TopHit)                   | 24             |
| СНГ (TopHit Airplay)                       | 8              |
| Estonia Airplay (TopHit)                   | 9              |
| Global Excl. US (Billboard)                | 160            |
| Japan (Japan Hot 100)                      | 72             |
| Kazakhstan Airplay (TopHit)                | 9              |
| Latvia Airplay (TopHit)                    | 1              |
| Lithuania Airplay (TopHit)                 | 53             |
| Moldova Airplay (TopHit)                   | 28             |
| New Zealand Hot Singles (RMNZ)             | 10             |
| Russia Airplay (TopHit)                    | 5              |
| Singapore (RIAS)                           | 21             |
| South Korea (Circle)                       | 142            |
| Ukraine Airplay (TopHit)                   | 111            |
| Великобритания (OCC UK Singles Downloads)  | 69             |
| UK Singles Sales (OCC)                     | 78             |
| США (Billboard Hot Dance/Electronic Songs) | 14             |

| Чарт (2024–2025)            | Высшая позиция |
| --------------------------- | -------------- |
| Belarus Airplay (TopHit)    | 33             |
| CIS Airplay (TopHit)        | 9              |
| Estonia Airplay (TopHit)    | 11             |
| Kazakhstan Airplay (TopHit) | 8              |
| Latvia Airplay (TopHit)     | 1              |
| Lithuania Airplay (TopHit)  | 48             |
| Moldova Airplay (TopHit)    | 27             |
| Russia Airplay (TopHit)     | 6              |

## История релиза
| Регион | Дата              | Формат(ы)                    | Лейбл(ы) | Примечания |
| ------ | ----------------- | ---------------------------- | -------- | ---------- |
| Разные | 8 ноября 2024     | Цифровое скачивание стриминг | Virgin   | [ 32 ]     |
| Италия | November 15, 2024 | Радиоротация                 | EMI      | [ 33 ]     |